# Díszes kitta
A díszes kitta (Urocissa ornata) a madarak (Aves) osztályának verébalakúak (Passeriformes) rendjébe, ezen belül a varjúfélék (Corvidae) családjába tartozó faj.

## Rendszerezése
A fajt Johann Georg Wagler német ornitológus írta le 1829-ben, a Pica nembe Pica ornata néven.

## Előfordulása
Srí Lanka szigetén honos. Természetes élőhelyei a szubtrópusi vagy trópusi síkvidéki és hegyi esőerdők, valamit ültetvények. Állandó, nem vonuló faj.

## Megjelenése
Testhossza 47 centiméter.
|  |

## Életmódja
Rovarokkal, békákkal és apró gyíkokkal táplálkozik, de gyümölcsöt is fogyaszt.

## Természetvédelmi helyzete
Az elterjedési területe kicsi és csökken, egyedszáma 9000-19500 példány közötti és szintén csökken. A Természetvédelmi Világszövetség Vörös listáján sebezhető fajként szerepel.